# Максимовское муниципальное образование
Максимовское сельское поселение — сельское поселение в составе 
Иркутского района Иркутской области.
Административный центр — село Максимовщина .

## Границы
Согласно закону «О статусе и границах муниципальных образований Иркутского района Иркутской области» 

«…За начальную точку границы муниципального образования принята точка пересечения автомагистрали с границей Шелеховского района в 250 м северо-западнее северного угла квартала 148 Иркутского лесхоза Мегетского лесничества; далее граница проходит в северо-восточном направлении по автомагистрали «п. Баклаши - Малая Елань» до южной границы квартала 97 на расстоянии 8,4 км; далее граница поворачивает на юго-восток и проходит по дороге на п. Максимовщину пересекая кварталы 98, 112, 113, 126, 128 до железнодорожной ветки БАМ на расстоянии 7 км; пересекает железнодорожную ветку и тут же поворачивает на северо-восток, проходит по ЛЭП вдоль железнодорожного полотна до объездной дороги «Мамоны -Максимовщина» на расстоянии 3 км; далее под острым углом граница проходит в южном направлении зигзагом к протоке р. Иркут на расстоянии 2,1 км; далее граница проходит в юго-западном направлении по северной протоке вверх по течению, огибая южные границы с. Максимовщина до основного русла р. Иркут на расстоянии 6,1 км; далее граница проходит в юго-западном направлении по основному руслу р. Иркут пересекая железнодорожную ветку в районе моста, зигзагом проходит по р. Иркут вверх по течению до границы с Шелеховским районом на расстоянии 1,6 км, далее граница идет по левому берегу р. Иркут и по смежеству с Шелеховским районом до начальной точки.».

## Населенные пункты
В состав муниципального образования входят населенные пункты:
- село Максимовщина